# Биннинген (Айфель)
Биннинген (нем. Binningen) — община в Германии, в земле Рейнланд-Пфальц.
Входит в состав района Кохем-Целль. Подчиняется управлению Трайс-Карден. Население составляет 683 человека (на 31 декабря 2010 года). Занимает площадь 6,70 км².